# Winter's Tale
Winter's Tale (bra: Um Conto do Destino; prt: Winter's Tale - Uma História de Amor) é um filme estadunidense de 2014, do gênero drama romântico, baseado num romance homônimo de Mark Helprin. O filme foi coproduzido, dirigido e escrito por Akiva Goldsman e distribuído pela Warner Bros. Pictures. A trilha sonora ficou a cargo do consagrado compositor Hans Zimmer em parceria com Rupert Gregson-Williams. O filme é estrelado por Colin Farrell, Jessica Brown Findlay, Jennifer Connelly, William Hurt, Eva Marie Saint, Russell Crowe e Will Smith.
Winter's Tale estreou em 13 de fevereiro de 2014, em Londres, e foi lançado oficialmente nos cinemas em 14 de fevereiro. Nos cinemas brasileiros, estreou em 21 de fevereiro do mesmo ano. Apesar do elenco formado por grandes nomes do cinema contemporâneo, o filme recebeu críticas negativas e teve baixa arrecadação de bilheterias em todo o mundo.

## Sinopse
Em 1895, um jovem casal imigrante é impedido de adentrar Manhattan por terem contraído tuberculose. Quando seu filho pequeno é impedido de entrar no país sem eles, o casal o coloca em um pequeno barco chamado "City of Justice", no qual o bebê chega às margens da cidade de Nova Iorque. Em 1916, o menino agora crescido chama-se Peter Lake e foi criado como um ladrão pelo demoníaco gângster Pearly Soames. Peter é marcado para morrer quando decide deixar a gangue de Soames. No momento final, Peter é salvo por um misterioso cavalo-alado, o seu guardião.
Peter planeja mudar-se para a Flórida e retornar no verão, mas "O Cavalo" o encoraja a assaltar pela última vez, agora uma mansão. A mansão em questão é habitada por Bervely Penn, uma jovem tuberculosa cuja febre é tão alta que dorme no exterior da casa em meio ao rigoroso inverno. Enquanto seu pai Isaac e sua irmã Willa não estão em casa, Bervely acaba surpreendendo Peter Lake tentando invadir a residência. Quando Peter garante que não mais irá assaltar a casa, Bervely lhe oferece um chá. Ambos compartilham suas histórias e acabam se apaixonando. Pearly Soames ordena que sua gangue invada a casa de Bervely na esperança de aniquilar Peter. O casal foge para longe, mas descobre que misteriosamente Bervely não pode ultrapassar os limites da cidade de Nova Iorque.

## Elenco
- Colin Farrell como Peter Lake
- Russell Crowe como Pearly Soames
- Will Smith como Juiz
- Listo como "O Cavalo"[3]

Nova Iorque, 1895
- Jessica Brown Findlay como Beverly Penn
- William Hurt como Isaac Penn
- Matt Bomer como O jovem
- Lucy Griffiths como A jovem
- Mckayla Twiggs como Willa Penn (jovem)
- Finn Wittrock como Gabriel[4]
- Kevin Corrigan como Romeo Tan
- Graham Greene como Humpstone John

Nova Iorque, 2014
- Jennifer Connelly como Virginia Gamely
- Eva Marie Saint como Willa Penn
- Ripley Sobo como Abby
- Kevin Durand como Cesar Tan